# LIQUIDROOM
LIQUIDROOM（リキッドルーム）は、東京都渋谷区にある主に音楽ライブを行うライブハウスである。1994年（平成6年）7月、新宿区歌舞伎町にオープン。2004年（平成16年）1月に閉鎖。同年7月に渋谷区東に移転、再オープン。

## 概要
1994年（平成6年）、新宿区歌舞伎町にオープン。オールナイト営業可能なライブハウスであり、国内外の多くのアーティストに利用され、クラブイベントやプロレス興行、お笑いライブなども行われた。一般客のエレベーター使用は禁止されることが多く、7階まで続く狭く急な階段が名物となった。
2004年（平成16年）1月2日、イベント「THE LAST DANCE〜SHINJUKU 94-03」を最後に、10年の歴史に幕を降ろす。跡地はその後改装され、新宿FACEとなった。
同年7月14日、JR恵比寿駅西口から少し離れたオフィス地区に移転し、「LIQUIDROOM ebisu」としてリニューアルオープンした。杮落としは、UAとShing02。出演バンドによっては、かなり個性的な装束の少女達が開演前から周囲にたむろするため、苦情も多い。それ以外にも、機材の搬出入時の違法駐車による近隣トラブル等を常に抱えているが、警備員を置くなどして対処し、地域との共存を模索している。

## 施設
収容人数は、オールスタンディングで約1,000人（旧施設・新宿リキッドルームの収容人数は、約700人）。
2階は、セレクトショップとカフェ、ラウンジスペースとなっている。かつて、TOWER RECORDSが運営するTOWER CAFEがあったが、2009年（平成21年）2月15日に閉店し、現在は「TimeOut Cafe&Diner」としてリニューアル営業しており、店内でライブやイベントが開催されることもある。
最寄駅・アクセスは、東京メトロ日比谷線恵比寿駅2番出口 / JR恵比寿駅西口より徒歩3分。